# São Nicolau (São Tomé i Príncipe)
São Nicolau és una localitat de São Tomé i Príncipe. Es troba al districte de Mé-Zóchi, al nord-est de l'illa de São Tomé. La seva població és de 100 (2008 est.). Se situa al final de la Carretera Nacional 3 a Pousada, està lligada a una via connectada amb una petita carretera ramificada asfaltada amb altres parts de l'illa i la carretera de Bom Sucesso. És un poble muntanyenc i està situat no gaire lluny del Parc Natural d'Ôbo a l'oest, amb Monte Café al nord-est o amb Águas Belas al sud.
Igual que amb aquesta part de l'illa, el paisatge circumdant es compon de selves tropicals amb domini de la vida silvestre. S'hi va trobar per primer cop la Chilades sanctithomae, una papallona originària d'aquesta porció de l'illa.

## Evolució de la població
| 2001 | 2008 |
| 88   | 100  |